# 长柄兔儿风
长柄兔儿风（学名：Ainsliaea reflexa）是菊科兔儿风属的植物。分布于台湾岛、菲律宾以及中国大陆的海南等地，生长于海拔500米至800米的地区，多生在山地疏林及斜坡灌丛中，目前尚未由人工引种栽培。